# Танковая бригада (фильм)
«Танковая бригада» (чеш. Tanková brigáda) — чехословацкий цветной военный фильм 1955 года режиссёра Иво Томана.
Масштабно снятый военный фильм — в батальных сценах принимали участие 3 тысячи бойцов Чехословацкой Народной Армии, использовано много аутентичной техники, оставшейся с войны — бронемобили и артиллерия, реальные модели советских танков Т-34 и немецких T‑IV и StuG III.

## Сюжет
Действие фильма разворачивается в 1944 году и описывает действия 1-й Чехословацкой отдельной танковой бригады, которая совместно с советскими войсками 1-го Украинского фронта под командованием маршала Конева участвовала в битве за перевал Дукла и битве за Остраву.
Первая чехословацкая танковая бригада под командованием майора Сташека прорвалась вместе с Красной Армией к чехословацкой границе. Сташеку срочно нужны новые танки, но представитель чехословацкого правительства в изгнании в Лондоне генерал Гасал отклоняет его просьбу. Советский подполковник Малинцев поможет ему с танками. Однако в битве при Дукле бригада несёт тяжёлые потери, и в этой ситуации чехословацкое правительство в Лондоне, опасаясь появления народной армии, пытается расформировать бригаду, что поручено капитану Ренчу в штабе бригады. Танкисты бригады испытывают сильное негодование по поводу расформирования подразделения. И снова на помощь приходит советская армия — по приказу Сталина бригаде торжественно передаются новые танки. Танковое подразделение может эффективно вмешаться в бои за Остраву.
По ходу общей истории в фильме также рассказывается о судьбе одного танкового экипажа под командованием командира танка сержанта Юрая Климке, застенчивый и чувствительный человек, во время битвы при Дукле он с экипажем своего танка показывает образец героизма.

## В ролях
- Отомар Крейча — майор Милош Сташек, командир бригады
- Бедржих Прокош — поручик Томеш, офицер по воспитательной работе
- Мартин Ружек — капитан Ренч, начальник штаба
- Владимир Бичик — подпоручик Блажек, командир 1-го батальона
- Густав Геверле — подпоручик Грстка, командир 2-го батальона
- Яна Дитетова — Ольга, санитарка
- Юлиус Пантик — сержант Юрай Климко
- Йожеф Гайдучик — Павличек
- Зденек Дите — Ванечек
- Иржи Совак — Яшко
- Рудольф Дейл мл. — Кисела, механник
- Войтех Плахи-Тума — генерал Москаленко
- Олдржих Лукеш — советский генерал
- Йозеф Блага — советский солдат
- Ян Бздуч — Андрей Павлович Малинцев, подполковник
- Иржи Вала — Милош Сикора, участник Сопротивления
- Отилия Бенишкова — мать Милоша Сикоры
- Ладислав Богач — генерал Гасал
- Мирослав Голуб — немецкий министр
- Ольдржих Велен — Гала, депутат парламента
- Витезслав Вейражка — генерал СС
- Милош Недбал — немецкий полковник
- Иржи Догнал — Клемент Готвальд